# M6 Gun Motor Carriage
 (mai 2008).
Si vous disposez d'ouvrages ou d'articles de référence ou si vous connaissez des sites web de qualité traitant du thème abordé ici, merci de compléter l'article en donnant les références utiles à sa vérifiabilité et en les liant à la section « Notes et références ».
Le 37 mm Gun Motor Carriage M6, pour la nomenclature militaire, et Dodge WC55 pour le fabricant, (surnommé "Fargo", nom des produits de la société Fargo division de Chrysler) était un chasseur de char sur roues américain utilisé au cours de la Seconde Guerre mondiale.  Il fut produit à environ 5 400 exemplaires.

## Histoire et usage
Les premières études ont démarré en septembre 1941 pour ce véhicule et il remporte le contrat de l'US Army pour un canon antichar mobile ayant une mission défensive devant le T2 de chez Bantam 1/2 Ton 4 × 4 Model 40-BRC, le T8 1 1/2 Ton 4 × 4 Model Swamp Buggy et le T33 1/2 Ton 4 × 4 Model GLJ de Ford et le T14 1/2 Ton 6 × 6 Model MT-TUG de Willys.
Après standardisation en février 1942, 5 380 37 mm Gun Motor Carriage M6 sont produits entre avril et octobre 1942 au coût unitaire de 4 265 $. Les usines Dodge s'occupent de la réalisation de la partie véhicule et les ateliers de l'armée réalisent le montage de l'armement et des divers accessoires spécifiques. Lors des livraisons maritimes en caisse, le véhicule est placé seul dans son emballage et la pièce antichar et ses accessoires se trouvent dans un conditionnement séparé.
À l’époque, la stratégie militaire américaine consiste à donner aux chars le rôle de support d’infanterie, l'engagement des blindés ennemis étant réservé aux Tank destroyers. Les M6 Fargo furent incorporés au sein des 601st et 701st Tank Destroyer Battalions durant la campagne de Tunisie, de fin 1942 à début 1943. Cet engin n’était guère apprécié à cause de son faible blindage et de son canon inefficace contre les derniers chars allemands de l’Afrikakorps. Certains M6 rejoignent le front du Pacifique de 1943 à 1944, où, face aux chars de l'armée impériale japonaise, ils sont relativement efficaces. Avec l’arrivée des nouveaux tanks destroyers (M10 puis M18), les M6 sont progressivement retirés du front et déclarés comme standard limité[pas clair] en septembre 1943 et obsolètes en janvier 1945.

## Description

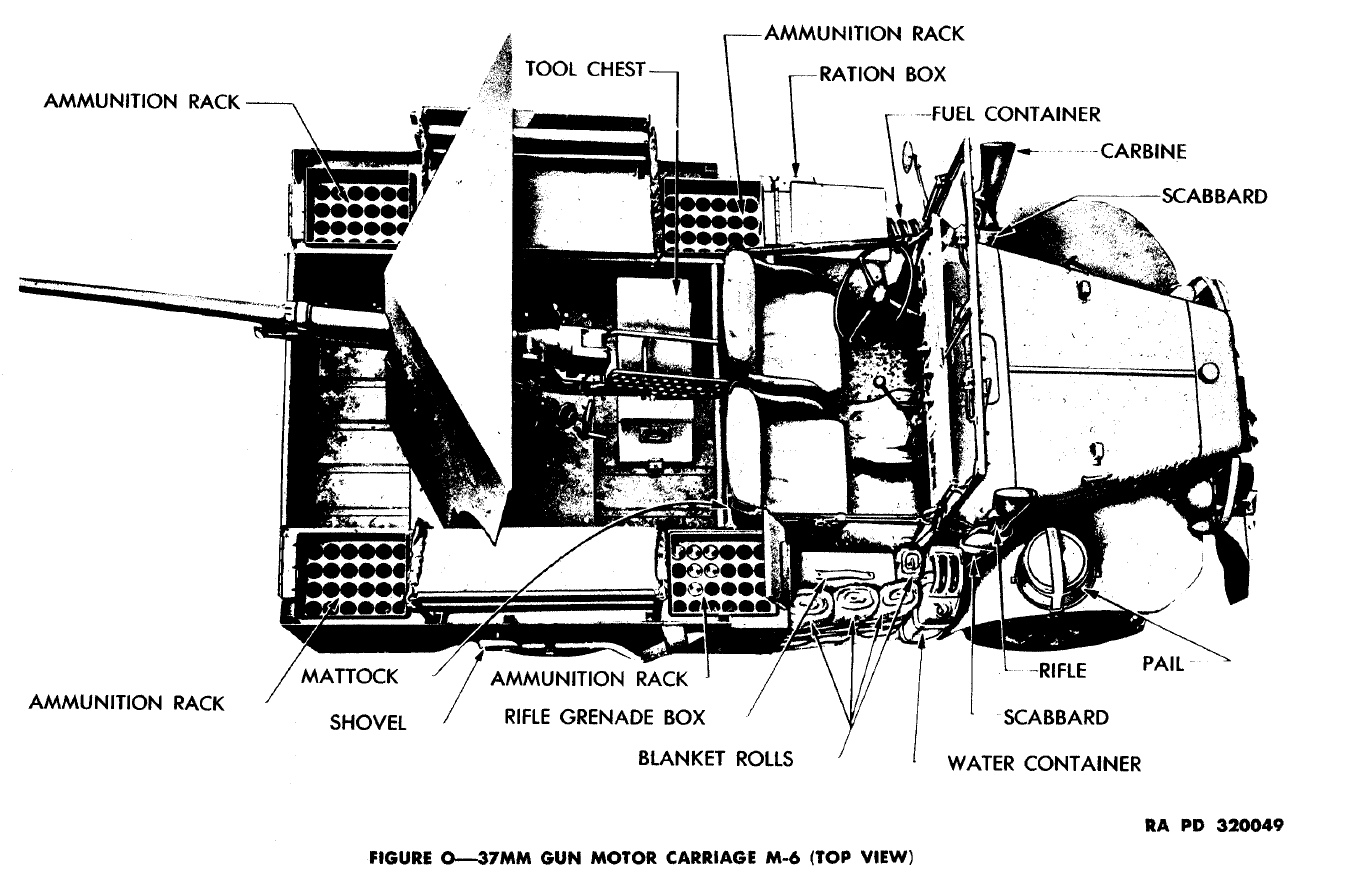
Schéma du WC-55.

Le M6 était une version militaire du camion 4 × 4 civil Dodge WC-52, avec installation d’un 37 mm Gun M3A1 (les projectiles ont une vitesse initiale de 800 à 928 m/s) à la place du volume de chargement sous bâche. Le canon installé sur l'affut M25 ou M 26 pointe vers l’arrière du camion afin de n’être pas gêné par la cabine de conduite. Il peut pivoter sur 360° avec une assiette comprise entre -10° et +15°. Il peut emporter 80 obus répartis dans quatre coffres de la caisse arrière.
L'équipage comprend un conducteur, un chef de pièce, un chargeur et un tireur. L'équipage au complet peut avoir une cadence de tir de 25 cps/min.
Le canon tire des munitions AP M74 (AP = Armor Piercing : Anti-blindage) qui pouvait pénétrer 36 mm d’acier à 500 m, la pièce pesant 136 kg permettant une charge utile de 545 kg. Le véhicule permet également d'emporter, en fonction des stocks disponibles, 80 obus APC M51 (APC = Armor Piercing Capped Ballistic Cap : anti blindage à pointe dure) pénétrant 60 mm d’acier à 500 m et 45 mm à 1 000 m et des HE M63 (HE = High Explosive, très efficaces contre les cibles non blindées).
L’équipage emportait souvent des armes légères portatives, la dotation théorique étant de quatre fusils Springfield M1903 avec lance-grenades approvisionnés de 18 coups. Il était possible de monter à l'avant une mitrailleuse lourde Browning de calibre .50.

## Autre utilisation
Après la campagne tunisienne, le canon de la plupart des M6 est retiré, ce qui redonne au camion un rôle purement logistique. Ces canons sont alors montés sur des Halftrack M3 afin d’améliorer le soutien de l’infanterie.
Six-cent-vingt exemplaires sont donnés à plusieurs armées alliés d'Amérique latine comme le Brésil, ainsi qu'à la France et au Royaume-Uni. Plusieurs M6 sont cédés aux FFI et participent ainsi à la libération de la France.